# Bharrat Jagdeo

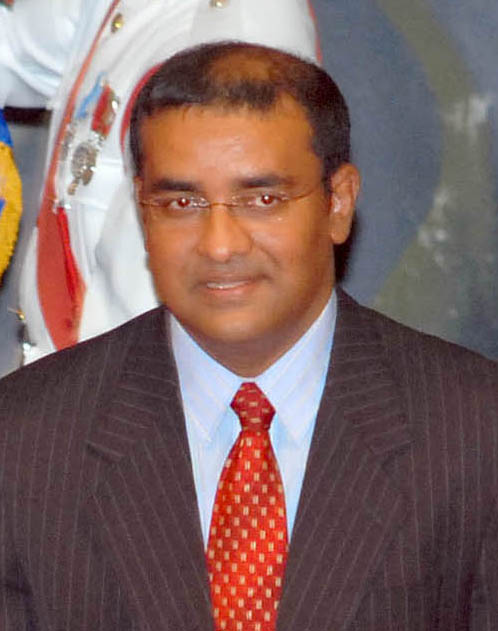
Bharrat Jagdeo (2007)

Bharrat Jagdeo (* 23. Januar 1964 in Lancaster, Britisch-Guayana) war vom 11. August 1999 bis zum 3. Dezember 2011 Präsident von Guyana.

## Leben
Bharrat Jagdeo absolvierte eine Ausbildung als Wirtschaftswissenschaftler, unter anderem an der Patrice-Lumumba-Universität der Völkerfreundschaft in Moskau (1984–1990). Seine politische Karriere begann bereits 1980, als er der People’s Progressive Party (PPP) beitrat. 1995 wurde er zum Finanzminister benannt, 1999 schließlich zum Präsidenten. Nach dem überraschenden Rücktritt der bisherigen Präsidentin Janet Jagan im August 1999 wurde Jagdeo als neues Staatsoberhaupt vereidigt. Bei den Parlamentswahlen am 19. März 2001 gewann seine Partei 53,0 % der Stimmen und 34 der insgesamt 65 Parlamentssitze.
Bei den Parlamentswahlen vom 28. August 2006 erhielt die Partei von Bharrat Jagdeo, die PPP/Civic-coalition, fast 54,6 % der Stimmen. Seine Partei gewann 36 Parlamentssitze. Er und seine Partei setzten sich hiermit gegen die größte Oppositionspartei durch, den People’s National Congress (PNC), der Partei der kreolischen Bevölkerung. Im Gegensatz zu früheren Jahren verlief der Gang zu den Wahlurnen diesmal friedlich.
Jagdeo legte am 2. September 2006 den Amtseid auf die Verfassung ab und trat damit seine zweite Amtszeit als Präsident von Guyana an. Da eine von Jagdeo unterstützte Verfassungsänderung die Ausübung des Präsidentenamtes auf zwei Amtszeiten beschränkte, trat er bei der Wahl 2011 nicht mehr als Präsidentschaftskandidat an. Sein Nachfolger wurde Donald Ramotar. Jagdeo förderte die politische Karriere von Irfaan Ali. Als Ali im August 2020 Präsident wurde, machte er Jagdeo zu seinem Vizepräsidenten.

## Auszeichnungen
2010 wurde ihm der Champions of Earth Award verliehen.